# Resolutie 2080 Veiligheidsraad Verenigde Naties
Resolutie 2080 van de Veiligheidsraad van de Verenigde Naties werd op 12 december 2012 aangenomen door de VN-Veiligheidsraad, en verlengde de ambtstermijnen van vijf rechters van het hof van beroep van het Rwandatribunaal.

## Achtergrond
Toen Rwanda een Belgische kolonie was, werd de Tutsi-minderheid in het land verheven tot een elitie die de grote Hutu-minderheid wreed onderdrukte. Na de onafhankelijkheid werden de Tutsi verdreven en namen de Hutu de macht over. Het conflict bleef aanslepen, en in 1990 vielen Tutsi-milities verenigd als het FPR Rwanda binnen. Met westerse steun werden zij echter verdreven.
In Rwanda zelf werd de Hutu-bevolking opgehitst tegen de Tutsi. Dat leidde begin 1994 tot de Rwandese genocide. De UNAMIR-vredesmacht van de Verenigde Naties kon vanwege een te krap mandaat niet ingrijpen. Later dat jaar werd het Rwandatribunaal opgericht om de daders te vervolgen.

## Inhoud
Met resolutie 1966 had de Veiligheidsraad eind 2010 het Internationaal Residumechanisme voor Straftribunalen opgericht en het Rwandatribunaal gevraagd haar werkzaamheden tegen eind 2014 af te ronden en de overgang naar het Mechanisme voor te bereiden. De Rwanda-afdeling van het Mechanisme was op 1 juli 2012 in werking getreden. Er liep nog één rechtszaak bij het Rwandatribunaal, die tegen 31 december 2012 afgerond zou worden.
De ambtstermijnen van de permanente beroepsrechters Mehmet Güney, Khalida Khan, Arlette Ramaroson, Bachtiejar Toezmoechamedov en Andrésia Vaz werden verlengd tot 31 december 2014 of de afloop van hun lopende zaak.
Landen waar verdachten zich zouden bevinden werden gevraagd hun medewerking te verlenen om deze te arresteren. Ten slotte werden landen die vrijgesproken of vrijgelaten personen opvingen hiervoor bedankt.

## Verwante resoluties
- Resolutie 2038 Veiligheidsraad Verenigde Naties
- Resolutie 2054 Veiligheidsraad Verenigde Naties
- Resolutie 2150 Veiligheidsraad Verenigde Naties (2014)
- Resolutie 2194 Veiligheidsraad Verenigde Naties (2014)

Lijst ·  2033 ·  2034 ·  2035 ·  2036 ·  2037 ·  2038 ·  2039 ·  2040 ·  2041 ·  2042 ·  2043 ·  2044 ·  2045 ·  2046 ·  2047 ·  2048 ·  2049 ·  2050 ·  2051 ·  2052 ·  2053 ·  2054 ·  2055 ·  2056 ·  2057 ·  2058 ·  2059 ·  2060 ·  2061 ·  2062 ·  2063 ·  2064 ·  2065 ·  2066 ·  2067 ·  2068 ·  2069 ·  2070 ·  2071 ·  2072 ·  2073 ·  2074 ·  2075 ·  2076 ·  2077 ·  2078 ·  2079 ·  2080 ·  2081 ·  2082 ·  2083 ·  2084 ·  2085